# コーリン・クラーク

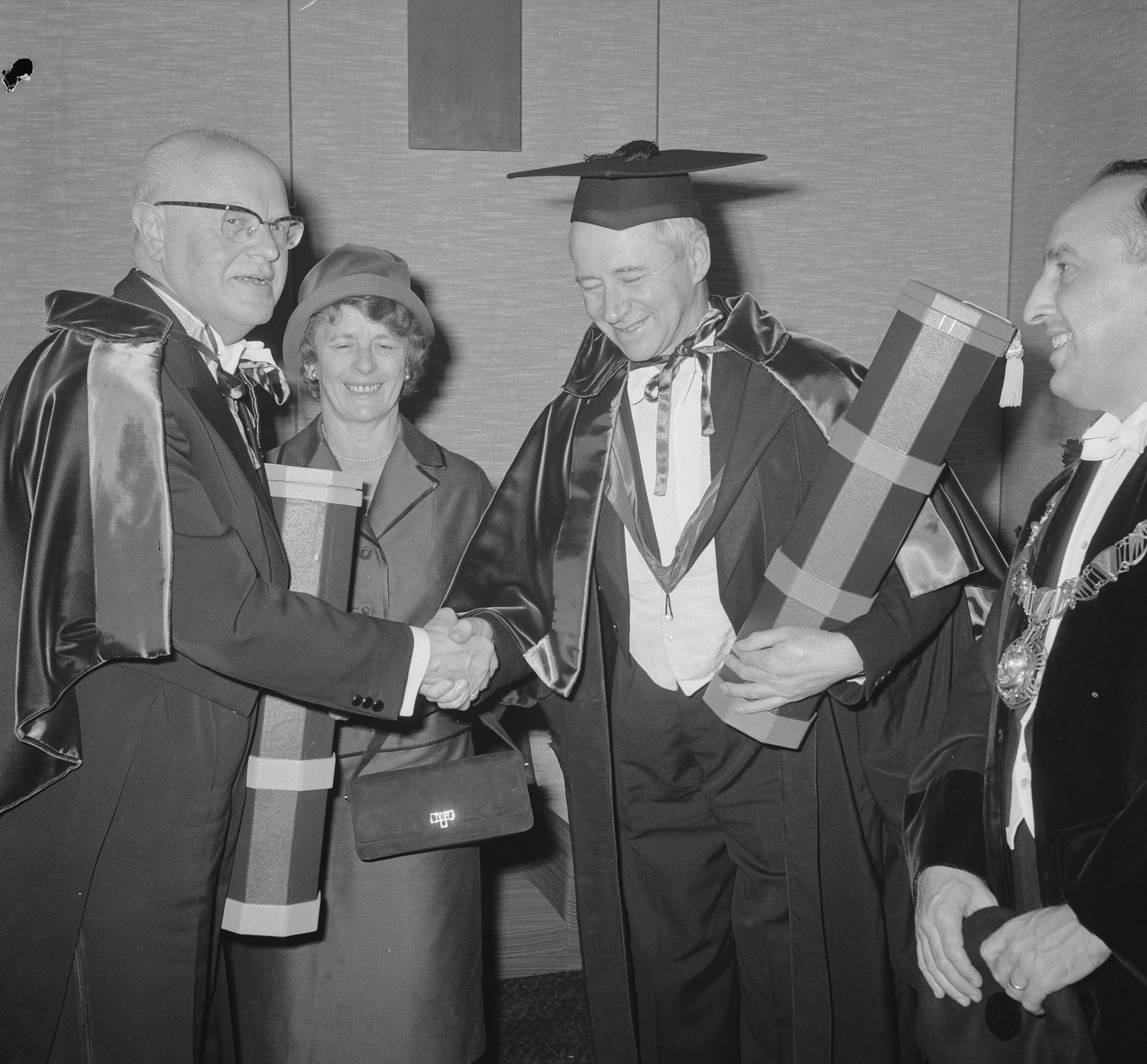
コーリン・グラント・クラーク (1962)

コーリン・グラント・クラーク（Colin Grant Clark、1905年11月2日 - 1989年9月4日）は、イギリス・ロンドン出身の経済学者。

## 来歴
1931年からケンブリッジ大学で、1942年からオーストラリアのクイーンズランド大学で経済学の教鞭を執った。国民経済を考察するに際して、GNP概念を先駆的に用いた。
1941年、「コーリン・クラークの産業分類」および「ペティ=クラークの法則」を考案する。
外交官・政治学者のグレゴリー・クラークは息子。甥にジェフリー・ヒントン。

## コーリン・クラークの産業分類
- 第一次産業 － 農業、林業、鉱業、水産業など、狩猟、採集。
- 第二次産業 － 製造業、建設業など、工業生産、加工業。電気・ガス・水道業
- 第三次産業 － 情報通信業、金融業、運輸業、販売業、対人サービス業など、非物質的な生産業、配分業。

なお、現代日本の産業分類では「鉱業」は第二次産業、「電気・ガス・水道業」は第三次産業に分類されている。

## ペティ=クラークの法則
ペティ=クラークの法則とは、経済社会・産業社会の発展につれて、第一次産業から第二次産業、第三次産業へと就業人口の比率および国民所得に占める比率がシフトしていく法則。ウィリアム・ペティの『政治算術』中の記述を元に、クラークが「ペティの法則」として提示したものである。ただし、ペティ自身が明確に打ち出していたわけではないため、「ペティ=クラークの法則」とも呼ばれるようになっている。

## 著書
- 『経済的進歩の諸條件』、日本評論社、金融経済研究会、勁草書房など